# ビリヤードアカデミー リアルブレイク
ビリヤードアカデミー リアルブレイク(Real Break - Billiard Academy)とは、1998年に中日本プロジェクトが開発したアーケードゲームである。

## 概要
中日本プロジェクトがビリヤードを題材として1998年にリリースしたアーケードゲーム。ゲームが遊びやすく長くプレイできる。海外でのリリースもされており、韓国・アメリカ・ヨーロッパのバージョンがある。

## ルール
ビリヤードのルールをアレンジし、スコアを獲得してクリアする内容になっている。クリアに必要なスコアはそれぞれのステージごとに決められている。

### ポケットゲーム
目標スコアの達成をするゲーム（二つの条件のうちに一つを果たせば、ライフを増やせる）。
- 1ステージ：3000点